# KSK Retie Branddonk
KSK Retie Branddonk was een Belgische voetbalclub uit Retie. De club was aangesloten bij de KBVB met stamnummer 5927 en had groen en zwart als clubkleuren.

## Geschiedenis
In 1955 werd de club opgericht in het gehucht Hodonk in Retie. Als clubkleuren dacht men eerst aan rood en wit, maar uiteindelijk werd de kleuren groen en zwart aangenomen. In 1956 ging men van start met een reservenelftal in de gewestelijke reeksen. Het volgende seizoen trad men ook met een eerste elftal en een jeugdploeg in competitie. De club wijzigde de eerste decennia meermaals van terrein. In 1970 verhuisde men definitief naar de terreinen aan de Groenedijk.
Begin jaren 70 zette de club veel financiële middelen, trok verschillende spelers aan, en slaagde erin naar Tweede Provinciale te promoveren in 1972. Na een overgangsjaar stootte Branddonk in 1974 voor het eerst verder door naar Eerste Provinciale. In 1976 zakte men weer naar Tweede Provinciale en in 1979 zakte men ook weer naar Derde.
SK Branddonk bleef de volgende jaren wisselvallig en in 1987 viel de club zelfs terug naar Vierde Provinciale, het allerlaagste niveau. De club kon echter na een jaar weer opklimmen naar Derde en nestelde zich in 1990 ook weer in Tweede Provinciale. In 1997 klom de club na een kwarteeuw weer op naar Eerste Provinciale. In 1998 kreeg men er het gezelschap van gemeentegenoot Retie SK, maar Branddonk degradeerde na dit ene seizoen weer.
In 2000 werd men weer kampioen in Tweede Provinciale en keerde men nog eens terug naar de hoogste provinciale reeks. Het verblijf duurde weer niet lang en in 2002 zakte men weer. In 2005 volgde in Tweede Provinciale de derde titel in een decennium en nogmaals promoveerde men naar Eerste Provinciale.
In 2019 fuseerde KSK Retie Branddonk met Retie SK onder hun stamnummer 2673. De nieuwe club heet K.B.S.K. Retie en komt uit in 1e Provinciale.

## Resultaten
| Seizoen | Klasse | Klasse | Klasse | Klasse | Klasse | Reeks              | Punten | Opmerkingen |
|         | I      | II     | III    | IV     | P.I    |                    |        |             |
| ------- | ------ | ------ | ------ | ------ | ------ | ------------------ | ------ | ----------- |
| 2013/14 |        |        |        |        | 3      | Eerste Prov. Antw. | 53     |             |
| 2014/15 |        |        |        |        | 12     | Eerste Prov. Antw. | 38     |             |
| 2015/16 |        |        |        |        | 9      | Eerste Prov. Antw. | 37     |             |
| 2016/17 |        |        |        |        | 9      | Eerste Prov. Antw. | 38     |             |
| 2017/18 |        |        |        |        | 11     | Eerste Prov. Antw. | 36     |             |
| 2018/19 |        |        |        |        | 9      | Eerste Prov. Antw. | 41     |             |